# Bộ Thị (氏)
Bộ Thị, bộ thứ 83 có nghĩa là "dòng tộc" là 1 trong 34 bộ có 4 nét trong số 214 bộ thủ Khang Hy.
Chữ Thị là chữ lót phổ biến trong tên của phụ nữ Việt Nam, ý nghĩa là thuộc về dòng họ (ví dụ Nguyễn) nào đó.
Trong Từ điển Khang Hy có 10 chữ (trong số hơn 40.000) được tìm thấy chứa bộ này.

## Tự hình Bộ Thị (氏)

Giáp cốt văn
Kim văn
Đại triện
Tiểu triện

## Chữ thuộc Bộ Thị (氏)
| Số nét bổ sung | Chữ             |
| -------------- | --------------- |
| 0              | 氏/thị/         |
| 1              | 氐/chi/ 民/dân/ |
| 2              | 氒/quyết/       |
| 4              | 氓/manh/        |